# Maghnia
Maghnia é uma cidade localizada na província de Tremecém, no noroeste da Argélia. Em 2008, sua população era de 114 634 habitantes. É a segunda cidade na província de Tremecém, depois de Tremecém.